# Johann Gottlieb Naumann

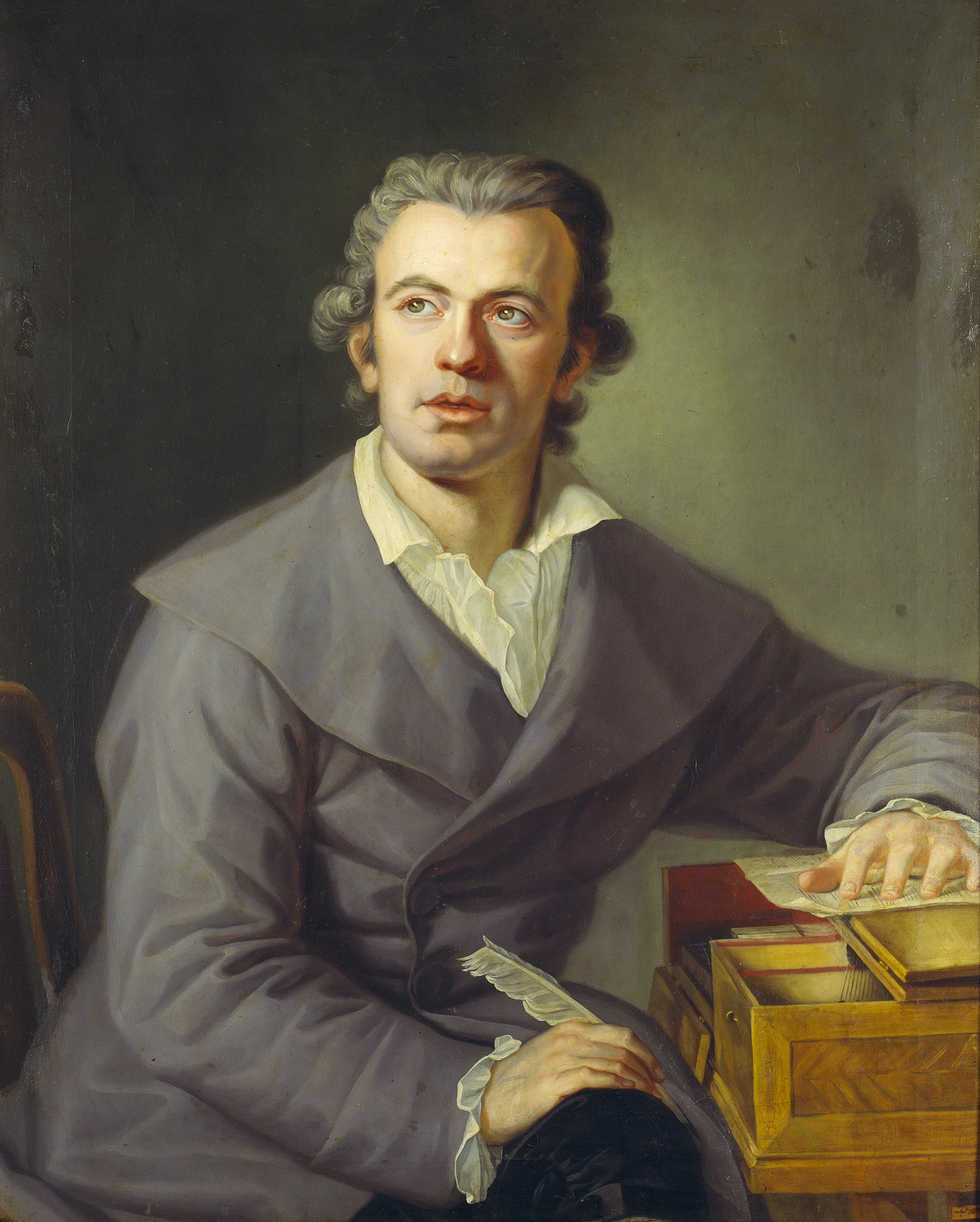
Portret van Johann Gottlieb Naumann

Johann Gottlieb Naumann (Blasewitz, 17 april 1741 - Dresden, 23 oktober 1801) was een Duitse componist, dirigent en kapelmeester. Naumann is de componist van het beroemde 'Dresden Amen', dat door componisten als Mendelssohn, Spohr, Wagner en Bruckner is gebruikt.

## Leven

### Dresden
Naumann ontving zijn eerste muzieklessen aan de Kreuzschule in Dresden en ondernam in 1757 een reis naar Italië, waar hij in Padua Giuseppe Tartini, in Bologna Padre Martini en in Venetië Johann Adolf Hasse ontmoette. Daar maakte hij in 1762 zijn debuut als operacomponist met het intermezzo Il tesoro insidianto. In 1764 kreeg hij, op Hasse's aanbeveling, een aanstelling als tweede componist van kerkmuziek aan het hof van Dresden. Daarna volgden promoties tot kerk- en kamermuziekcomponist (1765) en ten slotte kapelmeester (1776). Zijn opera's waren in Italië, maar ook in de rest van Europa populair, getuige de opera Le nozze disturbate, die Joseph Haydn uitvoerde in Eszterháza in 1780.

### Stockholm
Dankzij onderhandelingen van graaf Löwenhjelm, de Zweedse diplomaat in Dresden, werd Naumann in 1777 aangesteld om de koninklijke hofkapel in Stockholm te hervormen. Daarnaast hielp hij koning Gustaf III met zijn operaplannen, wat resulteerde in de opera Cora och Alonzo, uitgevoerd bij de ingebruikneming van het nieuwe operagebouw in Stockholm in 1782. Zijn Gustaf Wasa in 1786 gecomponeerd en gebaseerd op een idee van koning Gustaaf, zou lange tijd de nationale opera van Zweden zijn.

### Kopenhagen
Naumann werd uitgenodigd om in 1785-1876 ook in Kopenhagen de hofkapel te hervormen en de organisatie van de hofopera te verbeteren. Hij werkte er tevens als gastcomponist (voor opera's) en als dirigent, wat resulteerde in de Deense opera Orpheus og Eurydike in 1786. Hij zette dat jaar zijn hervormingsplannen echter niet voort, zoals hem was voorgesteld, maar keerde terug naar Dresden, waar hem een levenslang contract als hoofdkapelmeester was geboden.
In Dresden vervulde Naumann een belangrijke rol in het muziekleven, waar hij twee concertseries leidde, naast uitvoeringen van diverse oratoria. Op verzoek van Friedrich Wilhelm II bezocht hij een aantal malen Berlijn, waar hij in 1788-1789 Medea en Protesilao dirigeerde in de koninklijke opera, waar hij was aangesteld als gastcomponist en -dirigent. In 1792 trouwde hij met Catarina von Grodtschilling, de dochter van een Deense viceadmiraal.

## Werken (selectie)

### Opera's
- Armida (1773)
- Elisa (1781)
- Cora och Alonzo (1782)
- Gustaf Wasa (1786)
- Orpheus og Eurydike (1786)
- Aci e Galatea (1801)

### Missen
- Mis in d-klein
- Mis in c-klein
- Mis in a-klein

### Psalmen
- Psalmen 96, 103 en 149